# Luq Hamet
Pour les articles homonymes, voir Hamet.
Luq Hamet, (parfois orthographié Hamett), né le 1er avril 1963 à Sainte-Adresse, (Seine-Maritime), est un acteur, producteur, metteur en scène, directeur de théâtre, animateur de télévision, humoriste et directeur artistique français,.
Très actif dans le doublage, surtout dans les années 1980 et 1990, il est notamment connu pour être entre autres la voix française régulière de Michael J. Fox dans la majorité de ses films dont dans la trilogie Retour vers le futur pour le personnage de Marty McFly ainsi que celle de Jason Priestley dans la plupart de ses séries télévisées et téléfilms dont dans la série Beverly Hills 90210 pour le personnage de Brandon Walsh. Il a aussi doublé Ralph Macchio, dans les années 80, notamment dans le rôle de Daniel LaRusso dans les trois premiers films Karaté Kid . Il double également Tom Hulce dans le rôle de Mozart dans le film Amadeus. Il a également doublé beaucoup de personnages d'animation, comme Roger Rabbit dans le film Qui veut la peau de Roger Rabbit, Ranma dans Ranma ½, le Calife dans Iznogoud, Buster et Plucky dans Les Tiny Toons, Moomin dans Les Moomins, Toad dans Super Mario Bros. et Mimosa [Popeye Junior] dans Popeye, Olive et Mimosa.
Depuis le début des années 2000, il double de manière occasionnelle, privilégiant la direction de comédiens pour des productions françaises ainsi que le domaine du théâtre dans lequel il est metteur en scène et directeur du Théâtre Edgar depuis 2014.

## Biographie
Depuis 1995, il est marié avec Emmanuelle Hamet-Pailly pratiquant aussi le doublage, ils se sont rencontrés lors de la postsynchronisation de la série télévisée Beverly Hills 90210. Ils ont trois enfants, Léonard, Siméon et Rosalie.

### Carrière
De 1990 à 1996, Luq Hamet présente l'émission Hanna Barbera Dingue Dong sur Antenne 2 puis France 2.
En 1998, il présente la publicité télévisée pour AOL.
En 2009, il apparaît dans le court documentaire, Dans les coulisses des Guignols diffusé dans le cadre de la soirée anniversaire Putain 20 ans ! des Guignols de l'info. Il donne corps à la marionnette du journaliste type d'I-Télé de l'émission, Denis Chalandier.
De 2009 à 2010, il présente Le Progrès en questions, un programme court conçu par Athenium Films pour Gitem sur France 2.
En 2014, il rachète le théâtre d'Edgar et le Café d'Edgar situés au 58, boulevard Edgar-Quinet dans le 14e arrondissement (quartier du Montparnasse) à Paris, afin d'en faire un théâtre qu'il nomme Théâtre Edgar,.

## Théâtre

### Comédien
- 1999 : Panier de crabes de lui-même, au théâtre Saint-Georges
- 2005 : Le Plus Heureux des trois d'Eugène Labiche
- 2006 : Association de bienfaiteurs de lui-même, tournée
- 2007 : Un héritage pour deux de Duru, Busnach et Gastineau, tournée
- 2009 : Face à face de Francis Joffo, tournée
- 2010 : Mafia et Sentiment de Luc Chaumar, mise en scène par Corinne Boijols, Mélo d'Amélie
- 2011 : L'Emmerdeur de Francis Veber, mise en scène par Didier Caron, tournée
- 2012 : Un pavé dans la cour de et mise en scène par Didier Caron, tournée
- 2019 : Ciel ma belle-mère ! d'après Georges Feydeau, mise en scène par lui-même, tournée
- 2022 : La Mondaine d'Emmanuelle Hamet, mise en scène par lui-même, Théâtre d'Edgar
- 2023 : Qui va à la chasse perd sa place d'après Monsieur chasse ! de Georges Feydeau, Théâtre d'Edgar
- 2023 : Le Coucou de Matthieu Burnel et Sacha Judaszko, Théâtre d'Edgar

### Mise en scène
- 1999 : Panier de crabes de et par lui-même
- 2005 : Le Plus Heureux des trois d'Eugène Labiche
- 2006 : Association de bienfaiteurs de et par lui-même
- 2007 : Un héritage pour deux, adaptation par lui-même
- 2008 : La Perruche et le Poulet de Robert Thomas, au théâtre Déjazet à Paris
- 2009 : Face à face de Francis Joffo
- 2012 : Ma belle-mère et moi de Bruno Druart
- 2013 : Cours toujours ! d'Henri Guybet et Bruno Druart
- 2013 : La famille est dans le pré ! de Franck Le Hen
- 2014 : Marié à tout prix ! de Nicolas Hirgair
- 2016 : Mon pote est une femme comme les autres d'Anthony Michineau
- 2016 : Bon pour accord d'Éric Le Roch
- 2017 : Monsieur Nounou de Georges Feydeau au théâtre Rive Gauche
- 2018 : C'est pourtant simple ! de Sophie Brachet au théâtre d'Edgar
- 2019 : Ciel ma belle-mère ! d'après Georges Feydeau
- 2021 : Le Switch de Marc Fayet, théâtre d'Edgar
- 2022 : La Mondaine d'Emmanuelle Hamet, Théâtre d'Edgar
- 2023 : Qui va à la chasse perd sa place d'après Monsieur chasse ! de Georges Feydeau, Théâtre d'Edgar
- 2023 : Le Coucou de Matthieu Burnel et Sacha Judaszko, Théâtre d'Edgar
- 2024 : Le Plus Heureux des trois d'Eugène Labiche, Théâtre d'Edgar
- 2025 : La photo de mon pote de Fabrice Donio, Théâtre d'Edgar
- 2025 : Le jambon de Rémi Deval, Théâtre d'Edgar

## One-man-show
- Moi, je craque, mes parents raquent[9]
- 2002 : Arriba! au théâtre de Dix Heures

## Filmographie

### Longs métrages
- 1985 : On se calme et on boit frais à Saint-Tropez de Max Pécas : Patrice
- 2001 : Le Placard de Francis Veber : Moreau
- 2002 : Le Boulet de Alain Berbérian : un infirmier
- 2002 : Le Pacte de Daniel Cottard : André
- 2002 : Trois zéros de Fabien Onteniente : le chef de rang
- 2003 : Tais-toi ! de Francis Veber : un employé du bureau de change 2
- 2004 : Albert est méchant de Hervé Palud : le conseiller financier
- 2011 : Face à face : Paul

### Télévision
- 2002 : Avocats et Associés (épisode Bourreaux d'enfants)
- 2019 : Retro Game One (émission) : Lui-même (caméo de fin)

## Animateur
- 1990-1996 : Hanna-Barbera dingue dong

## Doublage

### Cinéma

#### Films
- Michael J. Fox dans :
  - Teen Wolf (1985) : Scott Howard
  - Retour vers le futur (1985) : Marty McFly
  - Le Secret de mon succès (1987) : Brantley Foster / Carlton Whitfield
  - Les Feux de la nuit (1988) : Jamie Conway
  - Retour vers le futur 2 (1989) : Marty McFly
  - Outrages (1989) : PFC Max Eriksson (1er et 2e doublage[n 1])
  - Retour vers le futur 3 (1990) : Marty McFly
  - La Manière forte (1991) : Nick Lang / Ray Casanov
  - Doc Hollywood (1991) : Dr Benjamin Stone
  - Graine de star (1993) : Michael Chapman
  - Le Concierge du Bradbury (1993) : Doug Ireland
  - Le Prince des rivières (1993) : Clayton Farnsworth
  - Les Héritiers affamés (1994) : Daniel
  - Le Président et Miss Wade (1995) : Lewis Rothschild
  - Fantômes contre fantômes (1996) : Frank Bannister
  - Mars Attacks! (1996) : Jason Stone
  - Annie (2014) : lui-même
  - See You Yesterday (2019) : M. Lockhart

- Ralph Macchio dans :
  - Karaté Kid (1984) : Daniel LaRusso
  - Ras les profs ! (1984) : Eddie Pilikian
  - Karaté Kid 2 (1986) : Daniel LaRusso
  - Karaté Kid 3 (1989) : Daniel LaRusso

- Tom Hulce dans :
  - Amadeus (1984) : Wolfgang Amadeus Mozart (1er et 2e doublage[n 2])
  - Slam Dance (1987) : C. C. Drood
  - Nicky et Gino (1988) : Dominick 'Nicky' Luciano
  - Black Rainbow (1989) : Gary Wallace

- Jason Priestley dans :
  - Calendar Girl (1993) : Roy Darpinian
  - Coldblooded (1995) : Cosmo Reif
  - L'Enfant et le Loup (2002) : M. Nelson

- Rick Moranis dans :
  - Club Paradis (1986) : Barry Nye
  - La Folle Histoire de l'espace (1987) : Lord Casque Noir
  - La Famille Pierrafeu (1994) : Barney Laroche / Arthur Laroche

- Andrew McCarthy dans :
  - Week-end chez Bernie (1989) : Larry Wilson
  - Week-end chez Bernie II (1993) : Larry Wilson

- Greg Germann dans :
  - Chucky, la poupée de sang (1990) : Mattson
  - Danger immédiat (1994) : Petey

- Ge You dans :
  - Adieu ma concubine (1993) : maître Yuan
  - Vivre ! (1994) : Xu Fugui

- 1968[n 3] : La Cible : Bobby Thompson (Tim O'Kelly)
- 1974[n 4] : Phantom of the Paradise : Swan (Paul Williams)
- 1978[n 5] : The Wiz : Scarecrow (Michael Jackson) (1er doublage)
- 1981 : Charlie Chan and the Curse of the Dragon Queen : Lee Chan (Richard Hatch)
- 1982 : Le Gang des BMX : P. J. (Angelo D'Angelo)
- 1982 : Diner : Laurence « Shrevie » Shreiber (Daniel Stern)
- 1983 : Christine : Chuck (Marc Poppel)
- 1984 : Johnny le dangereux : Johnny Kelly (Michael Keaton)
- 1984 : Il était une fois en Amérique : Cockeye jeune (Adrian Curran) (1er doublage)
- 1984 : Dune : Feyd-Rautha (Sting)
- 1984 : L'Aube rouge : Robert Morris (C. Thomas Howell)
- 1984 : Le Bounty : Thomas Heywood (Simon Adams)
- 1984 : Au cœur de l'enfer : Anes (David Harris (en))
- 1984 : La Mort en prime : Otto Maddox (Emilio Estevez)
- 1985 : Legend : Jack (Tom Cruise) et Gump (David Bennent)
- 1985 : Les Aventuriers de la 4ème dimension : Vince Latello (Fisher Stevens)
- 1985 : La Couleur pourpre : Harpo (Willard E. Pugh)
- 1985 : Mask : Roy L. « Rocky » Dennis (Eric Stoltz)
- 1985 : St. Elmo's Fire : Billy (Rob Lowe)
- 1985 : Chorus Line : Mark Tobori (Michael Blevins)
- 1985 : Natty Gann : Parker (Barry Miller)
- 1985 : Police Academy 3 : Instructeurs de choc : le cadet Nogata (Brian Tochi)
- 1986 : Vendredi 13 : Jason le mort-vivant : Cort (Tom Fridley)
- 1986 : Aigle de Fer : Reggie (Larry B. Scott)
- 1986 : Les Aventures de Jack Burton dans les griffes du Mandarin : Wang Chi (Dennis Dun)
- 1986 : Le Clochard de Beverly Hills : Max Whiteman (Evan Richards)
- 1986 : Sid et Nancy : Sid Vicious (Gary Oldman)
- 1986 : Banco : Cyrus Kinnick (Peter MacNicol)
- 1986 : La Folle Journée de Ferris Bueller : Cameron Frye (Alan Ruck)
- 1987 : Good Morning, Vietnam : lieutenant Steven Hauk (Bruno Kirby)
- 1987 : Police Academy 4 : Aux armes citoyens : Kyle (David Spade)
- 1987 : RoboCop : l'agent Cecil Laird Stuart) + voix secondaires
- 1987 : Soul Man : Barky Brewer (Wallace Langham)
- 1987 : Le Dernier Empereur : un gardien de prison [Qui ?]
- 1987 : Cheeseburger film sandwich : le docteur (Griffin Dunne) dans Hospital / George (Matt Adler) dans Titan Man (1er doublage)
- 1988 : Qui veut la peau de Roger Rabbit : Roger Rabbit (Charles Fleischer) (voix)
- 1988 : Crocodile Dundee 2 : l'homme qui tente de se suicider (Vincent Jerman-Jerosa)
- 1988 : Vibes : Fred (Steve Buscemi)
- 1988 : Les Liaisons dangereuses : Vicomte de Valmont (John Malkovich)
- 1988 : Parle à mon psy, ma tête est malade : Klevin (Scott Thomson)
- 1989 : Les Indians Willie Mays Hayes (Wesley Snipes)
- 1989 : The Toxic Avenger, Part II : Toxic Avenger (Ron Fazio)
- 1989 : Les Feebles : Robert (Mark Hadlow)
- 1989 : L'Amour est une grande aventure : Rick Curry (Bryan Genesse)
- 1990 : Gremlins 2, la nouvelle génération : Billy Peltzer (Zach Galligan)
- 1990 : Moon 44 : Tyler (Dean Devlin)
- 1990 : Mo' Better Blues : Josh Flatbush (Nicholas Turturro)
- 1990 : Fire Birds : Breaker (Bryan Kestner)
- 1992 : Méli-mélo à Venise : Bellboy (Bronson Pinchot)
- 1994 : Danger immédiat : agent Ralph Williams (Harley Venton)
- 1997 : Best Men : Sol (Mitchell Whitfield)
- 1998 : Waterboy : Bobby Boucher (Adam Sandler)
- 1999 : Dick : Les Coulisses de la présidence : Bob Haldeman (Dave Foley)

#### Films d'animation
- 1981[n 6] : La Grande Aventure des Muppets : Kermit, Gros Nul et l'employé de l'avion
- 1984 : Les Muppets à Manhattan : Ronnie Crawford (Lonnie Price)
- 1987 : Les Aventures des Chipmunks : Simon, Théodore
- 1987 : Le Pacha et les Chats de Beverly Hills : le gérant du tunnel de lavage
- 1989 : La Petite Sirène : l'Hippocampe (1er doublage)
- 1990 : Bernard et Bianca au pays des kangourous : la souris téméraire et un cafard
- 1991 : Le Petit Train bleu : la malice
- 2001 : Monstres et Cie : Albérique
- 2001 : Atlantide, l'empire perdu : Milo James Thatch[n 7]
- 2003 : Les Énigmes de l'Atlantide : Milo James Thatch[n 8]
- 2012 : One Piece : Z : Binz

### Télévision

#### Téléfilms
- Jason Priestley dans :
  - Ambition fatale (2003) : J. C. Peck
  - Qui veut m'épouser ? (2005) : Ryan Banks
  - Passions sous la neige (2006) : Warren
  - Termination Point (2007) : Caleb Smith
  - Luna (2008) : Ted Jeffries
  - Intime Danger (2008) : Nick
  - Une famille dans la tempête (2009) : Robert
  - Les Enfants maudits : Un amour interdit (2019) : Tony Tatterton
  - Les Enfants maudits : Les Secrets du manoir (2019) : Tony Tatterton
  - Les Enfants maudits : Une nouvelle famille (2019) : Tony Tatterton

- 1985 : Mort d'un commis voyageur : Biff Loman (John Malkovich)
- 1985 : Les Douze Salopards 2 : Tommy Wells (Larry Wilcox)
- 1985 : Jeux de glaces : Edgar Lawson (Tim Roth)
- 1988 : Les Voyageurs de l'infini : le capitaine Jonathan Hays (Brian McNamara)
- 1988 : Comment épouser sa prof quand on a 14 ans : Danny O'Neil (Gabriel Olds)
- 1990 : Un bébé à la maison : Jake (John Walcutt)
- 1993 : La Caverne de la rose d'or : La Reine des ténèbres : Romualdo (Kim Rossi Stuart)
- 1999 : Un coupable tout désigné : John Leino (Jeff Clarke)
- 2001 : L'Enfant qui ne voulait pas mourir : Josh (Kirk Cameron)
- 2007 : Perdus dans la tempête : l'adjoint (David Haysom)
- 2020 : Coup de foudre pour l'apprenti du Père Noël : Erik Gallagher (Marco Grazzini)

#### Séries télévisées
- Jason Priestley dans :
  - Beverly Hills 90210 (1990-2000) : Brandon Walsh (245 épisodes)
  - Spin City (2002) : Scott (saison 5, épisode 14)
  - Jeremiah (2003) : Michael (saison 1, épisode 4)
  - Touche pas à mes filles (2004) : Carter Tibbits (saison 1, épisode 20)
  - Les Quintuplés (2005) : Steve Chase (saison 1, épisode 16)
  - Ce que j'aime chez toi (2006) : Charlie (saison 4, épisodes 5 et 6)
  - FBI : Portés disparus (2007) : Allen Davis (saison 4, épisode 24)
  - Médium (2008) : Walter Paxton (3 épisodes)
  - Earl (2009) : cousin Blake (saison 4, épisode 10)
  - Bag of Bones (2011) : Marty (mini-série en 2 épisodes)
  - Haven (2011-2015) : Chris Brody, maire de Haven (6 épisodes)
  - Psych : Enquêteur malgré lui (2011) : Clive (saison 6, épisode 9)
  - Les Experts (2013) : Jack Witten (saison 14, épisode 5)
  - Private Eyes (2016-2019) : Matt Shade (40 épisodes)
  - The Twilight Zone : La Quatrième Dimension (2019) : lui-même
  - Beverly Hills : BH90210 (2019) : Jason Priestley (6 épisodes)

- Michael J. Fox dans :
  - Sacrée Famille (1982-1989) : Alex P. Keaton (171 épisodes)
  - Les Contes de la Crypte (1991) : le procureur, avocat de Lou Paloma (saison 3, épisode 3)
  - Spin City (1996-2001) : Mike Flaherty (103 épisodes)
  - Scrubs (2004) : Dr Kevin Casey (2 épisodes)
  - Boston Justice (2006) : Daniel Post (6 épisodes)
  - Rescue Me : Les Héros du 11 septembre (2009) : Dwight (5 épisodes)
  - The Good Wife (2010-2016) : Louis Canning (26 épisodes)
  - Larry et son nombril (2011 et 2017) : Michael J. Fox (saison 8, épisode 10 et saison 9, épisode 8)
  - Designated Survivor (2018) : Ethan West (5 épisodes)
  - The Good Fight (2020) : Louis Canning (2 épisodes)
  - Expedition: Back to the Future (2021) : Michael J. Fox (saison 1 épisode 4)

- 1966-1968[n 9] : Batman : Dick Grayson / Robin (Burt Ward)
- 1982 : K 2000 : Marc Phillips, le fils de la famille de cascadeurs (Adam Postil) (saison 1, épisode 5 : Les Cascadeurs)
- 1983 : Starsky et Hutch : Billy Ryan (Paul Jabara) (saison 2, épisode 10 : La Vendetta)
- 1984 : La Petite Maison dans la prairie : Albert Quinn Ingalls (Matthew Laborteaux) (3e voix)
- 1985 : Hôtel : Dave Kendall (Michael Spound)
- 1986 : L'Agence tous risques : lui-même (Boy George) (saison 4, épisode 16)
- 1991-1994 : Tarzan : Roger Talf Jr. (Sean Roberge) (64 épisodes)
- 1991-1995 : La Fête à la maison : Steve Hale (Scott Weinger) (50 épisodes)
- 1993 : Le Rebelle : Billy Pike (Quinn Duffy) (saison 1, épisode 16)
- 1995-1999 : JAG : le lieutenant Bud J. Roberts Jr. (Patrick Labyorteaux) (1re voix, saisons 1 à 4)
- 1997 : Viper : Timothy « Tim » Ramsay (Raphael Sbarge) (saison 2, épisode 20)
- V : Elias Taylor (Michael Wright)
- Kirk : ? (Kirk Cameron)
- Twin Peaks : Leo Johnson (Eric DaRe) (en remplacement de Thierry Ragueneau)
- Friends : Drew (Michael DiMaggio)
- Corky, un adolescent pas comme les autres : Charles « Corky » Thacher (Chris Burke)
- 2010-2015 : Warehouse 13 : voix secondaires diverses (saisons 1 à 4) dont :
  - Gibbs, l'homme jouant l'officier nordiste tué (Brent Buchanan) (saison 3, épisode 4)
  - l'étudiant diplômé no 2 (Nathan Stephenson) (saison 4, épisode 2)
  - Pierce (Victor Fantaccione) (saison 4, épisode 4)
  - l'ambulancier no 1 (Amish Patel) (saison 4, épisode 6)
- 2013 : How I Met Your Mother : Ralph Macchio (Ralph Macchio) (saison 8, épisode 22)

#### Séries d'animation
- 1969 : Judo Boy : Roynito
- 1972-1973 : Mokku of the Oak Tree : Jiminy Criquet
- 1973-1985 : Le Plein de Super : Mr Mxyzptlk
- 1979-1980 : Lady Oscar : Louis XVI (adolescent)
- 1982 : Albator 84 : Johnny (épisodes 17 à 19)
- 1982 : Gigi : Kajira
- 1982 : L'Empire des Cinq : Antoine
- 1983 : Biniky le dragon rose : Pilapila, le perroquet
- 1983-1985 : Le Sourire du dragon : Presto
- 1984 : Sherlock Holmes : le chef des enfants (épisode 7)
- 1984 : Tchaou et Grodo : Rocky, Harry (épisode 6)
- 1985 : Les Mondes engloutis de Michel Gauthier : Shangor
- 1985-1986 : Emi magique : Ronnie
- 1986 : Les Pierrafeu en culottes courtes : Freddie
- 1987 : Sab Rider : Fireball
- 1989 : Popeye, Olive et Mimosa : Mimosa (Popeye Junior)
- 1989 : Babar : François (épisode 15)
- 1989 : Super Mario Bros. : Toad
- 1990-1993 : Ranma ½ : Ranma Vincent
- 1990 : Les Tiny Toons : Buster Bunny, Plucky Duck
- 1990 : Les Moomins : Moomin
- 1991 : Captain N : Kid Icarus
- 1991-1992 : Myster Mask : Megavolt, Liquidator et Taupinambour
- 1992 : James Bond Junior : James Bond junior
- 1992-1997 : Eek ! Le Chat : Eek, Elmo, JB
- 1995 : Iznogoud : le calife Haroun El Poussah
- 1995-1997 : Les Histoires Farfelues de Félix le Chat : Félix[n 10]
- 1998 : Les Aventures de Skippy : Skippy
- 2007 : Afro Samurai : voix additionnelles
- 2010-2013 : Tous en slip ! : Roussette et Denis Danger
- 2012 : Les Dalton : Jesse James
- 2017-2023 : Ariol : ? (2e voix, saisons 2-3)
- 2019 : Tom-Tom et Nana : M. Tabouret, Jess Camote
- 2021 : Idéfix et les Irréductibles : voix additionnelles
- 2023 : Kididoc : Kidi

### Jeux vidéo
- 1996 : Toonstruck : Flux Radieux
- 1998 : Heart of Darkness : le serviteur du maître
- 2001 : Atlantide, l'empire perdu : Milo James Thatch
- 2008 : Mozart : Le Dernier Secret : Mozart
- 2015 : Lego Dimensions : Marty McFly, Marty McFly Jr. et Marlene McFly
- 2023 : The Elder Scrolls Online : Noenoeil

### Émission
Il prête sa voix à la marionnette Denis Chalandier (jeune journaliste d'ITélé) dans l'émission Les Guignols de l'info à l'occasion de la soirée des 20 ans.
- 2019 : Retro Game One : Le jouet Marty McFly
- 2020 : Retro Game One : LJN déguisé en Roger Rabbit (Mathias Lavorel)

### Direction artistique
Séries télévisées
- 2003 : Le Cartel (avec Annabelle Roux)
- 2005-2006 : Surface (assisté de Marie Chevalot)
- 2009-2014 : Warehouse 13 (avec Emmanuelle Hamet-Pailly)

Séries d'animation
- 1989-1992 : Ranma ½
- 1990-1992 : Les Tiny Toons (avec Roland Timsit)
- 1996-1997 : Iznogoud
- 1996-2000 : Princesse Shéhérazade
- 2006 : Mes bestioles chéries (assisté de Marie Chevalot)
- 2007 : Afro Samurai
- 2010 : Le Twisté Twisté Show
- 2010-2015 : Les Dalton
- 2011-2013 : Tous en slip ! (avec Emmanuelle Pailly-Hamet)
- 2013-2018 : Les Crumpets (avec Emmanuelle Pailly-Hamet)
- depuis 2017 : Ariol
- 2018 : Non-Non
- 2019 : Tom-Tom et Nana
- 2019 : Jean-Michel Super Caribou
- 2021 : Zouk
- depuis 2021 : Idéfix et les Irréductibles[10]
- 2023 : Kididoc

## Voix off
Publicités
- une des voix publicitaires pour le jeu vidéo The Nomad Soul

Radio
- voix antenne de Nostalgie, de septembre 2010 à 2011[11]
- voix off de la radio valaisanne Rhône FM

Autres
- voix de la mascotte de la publicité Club Kidéo (VHS[12])
- voix de Rex, le robot pilote de l'attraction Star Tours à Disneyland Paris